# Under Siege (jeu vidéo)
Under Siege est un jeu vidéo de stratégie en temps réel développé par Seed Studios et édité par Sony Computer Entertainment, sorti en 2011 sur PlayStation 3.

## Accueil
- Jeuxvideo.com : 11/20[1]